# Inzerát na dům, ve kterém už nechci bydlet
Inzerát na dům, ve kterém už nechci bydlet je souborem povídek českého spisovatele Bohumila Hrabala. Kniha vyšla prvně roku 1965.
Do knihy bylo zařazeno sedm povídek. Čtyři z nich spojuje prostředí kladenských hutí 50. let 20. století (Divní lidé, Anděl, Ingot a ingoti, Krásná Poldi). Zbylé tři povídky se odehrávají v Praze (Kafkárna, Zrada zrcadel, Prokopnutý buben). K nejznámějším patří povídky Divní lidé a Anděl, neboť na jejich motivy Jiří Menzel natočil film Skřivánci na niti. Některé povídky na sebe navazují a nejsou tak zcela samostatnými útvary. Hrdinové většiny povídek jsou lidé na okraji, outsideři své doby, někteří jsou i politicky diskriminováni, ale společenské kritice se autor vyhnul, používá postavy spíše k naplnění svého poetického záměru. Nehodnotí ani je, ani režim (jistý odsudek je cítit jen z názvu sbírky, který je citátem z básně Violy Fischerové). Texty z Kladna čerpají z Hrabalovy osobní zkušenosti, neboť v letech 1949-1954 byl v kladenských hutích na dlouhodobé brigádě. 
Krásná Poldi a Kafkárna jsou nejméně příběhové a podobají se lyrickému pásmu, ostatně vznikly přepracováním Hrabalových básní z 50. let. Ke společenské reflexi mají nejblíže Divní lidé, kde je popsán moment, kdy se parta kladenských dělníků rozhodne protestovat proti zvýšení plánu právě ve chvílí, kdy filmaři přijedou natočit inscenovanou scénku do filmového úvodníku, v níž mají dělníci u svačiny debatovat o mezinárodněpolitické situaci. Povídka Ingot a ingoti je naopak nadčasovou a ovšem značně brutální - popisuje osud dívky znásilněné dělníky na ubytovně. Anděl se věnuje postavě bachaře, který v kladenských hutích hlídá zde pracující vězeňkyně. Ve Zradě zrcadel Hrabal na prolínajících se dvou příbězích řeší problém tvorby a umění, průlom k poznání, že prosté "zrcadlové" zobrazení reality nestačí k dosažení umělecké pravdy. V povídce Prokopnutý buben zobrazuje autor biletáře, který dosáhne vnitřní harmonie a smíření s rozpory světa, které symbolizuje střet melodií symfonického orchestru a dechové kapely, které se nešťastně potkají ve stejnou chvíli ve Valdštejnské zahradě. Zatímco příznivci obou žánrů se poperou, hrdina nachází v kakofonii obou orchestrů zvláštní soulad ("mně všecko ladilo a já jsem byl zachráněnej"). Oproti starším povídkovým souborům autora (Perlička na dně, 1963; Pábitelé, 1964) ubylo v jeho textech humoru.
Jan Malura ve Slovníku české prózy (1994) Hrabalovy stylistické postupy v této sbírce povídek popsal slovy: "K základním stavebním principům patří především konfrontace a koláž. Tyto techniky jsou v Inzerátu uplatňovány mnohonásobně a v různých rovinách. Časté je střetání a prostupování dějových pásem. (...) Celým svazkem prostupují výrazné konfrontace motivů nízkých, banálních a vulgárních na straně jedné s motivy symbolickými, vznešenými a poetickými na straně druhé. Také pocity jednotlivých aktérů a vypravěčské zorné úhly se dostávají do ostrých kontrastů: tragika stojí proti směšnosti, skepse proti sentimentalitě, melancholie proti ironii a černému humoru. Snovost a hyperbola se stýká se syrovým detailem a téměř naturalistickým popisem."